# Franz Vogler
Franz Vogler (ur. 15 sierpnia 1944 w Oberstdorfie) – niemiecki narciarz alpejski, brązowy medalista mistrzostw świata.

## Kariera
W zawodach Pucharu Świata zadebiutował 8 stycznia 1967 roku w Adelboden, gdzie został zdyskwalifikowany w gigancie. Pierwsze punkty (do sezonu 1978/79 punktowało tylko dziesięciu najlepszych zawodników) zdobył 14 stycznia 1967 roku w Wengen, gdzie był dziesiąty w zjeździe. Na podium zawodów tego cyklu pierwszy raz stanął 27 stycznia 1967 roku w Megève, kończąc zjazd na trzeciej pozycji. W kolejnych startach jeszcze pięciokrotnie stawał na podium, odnosząc przy tym jedno zwycięstwo: 26 lutego 1972 roku w Crystal Mountain był najlepszy w zjeździe. W klasyfikacji generalnej sezonu 1966/1967 zajął 14. miejsce, a w klasyfikacji zjazdu był trzeci.
Wystartował na mistrzostwach świata w Portillo w 1966 roku, gdzie wywalczył brązowy medal w zjeździe. W zawodach tych wyprzedzili go jedynie dwaj Francuzi: Jean-Claude Killy i Léo Lacroix. Był to jego jedyny medal wywalczony na międzynarodowej imprezie tej rangi. Na rozgrywanych dwa lata później igrzyskach olimpijskich w Grenoble w tej samej konkurencji był piętnasty. Podczas mistrzostw świata w Val Gardena został zgłoszony do zjazdu, jednak ostatecznie nie wystartował z powodu kontuzji. Brał również udział w igrzyskach olimpijskich w Sapporo w 1972 roku, kończąc rywalizację w zjeździe na 24. pozycji.

## Osiągnięcia

### Igrzyska olimpijskie
| Miejsce | Dzień    | Rok  | Miejscowość | Konkurencja | Czas biegu | Strata | Zwycięzca         |
| ------- | -------- | ---- | ----------- | ----------- | ---------- | ------ | ----------------- |
| 15.     | 9 lutego | 1968 | Grenoble    | Zjazd       | 1:59,85    | +3,09  | Jean-Claude Killy |
| 24.     | 7 lutego | 1972 | Sapporo     | Zjazd       | 1:51,43    | +4,07  | Bernhard Russi    |

### Mistrzostwa świata
| Miejsce | Dzień       | Rok  | Miejscowość | Konkurencja | Czas biegu | Strata | Zwycięzca         |
| ------- | ----------- | ---- | ----------- | ----------- | ---------- | ------ | ----------------- |
| 3..     | 7 sierpnia  | 1966 | Portillo    | Zjazd       | 1:34,40    | +0,76  | Jean-Claude Killy |
| DNF1    | 10 sierpnia | 1966 | Portillo    | Gigant      | 3:19,42    | -      | Guy Périllat      |
| 15.     | 9 lutego    | 1968 | Grenoble    | Zjazd       | 1:59,85    | +3,09  | Jean-Claude Killy |
| DNS     | 15 lutego   | 1970 | Val Gardena | Zjazd       | 2:24,57    | -      | Bernhard Russi    |
| 24.     | 7 lutego    | 1972 | Sapporo     | Zjazd       | 1:51,43    | +4,07  | Bernhard Russi    |

### Puchar Świata

#### Miejsca w klasyfikacji generalnej
- sezon 1966/1967: 14.
- sezon 1967/1968: 32.
- sezon 1968/1969: 28.
- sezon 1969/1970: 19.
- sezon 1970/1971: 25.
- sezon 1971/1972: 14.

#### Miejsca na podium
1. Megève – 27 stycznia 1967 (zjazd) – 3. miejsce
2. Kitzbühel – 21 stycznia 1967 (zjazd) – 2. miejsce
3. Garmisch-Partenkirchen – 1 lutego 1969 (zjazd) – 3. miejsce
4. Garmisch-Partenkirchen – 1 lutego 1970 (zjazd) – 3. miejsce
5. Megève – 31 stycznia 1971 (zjazd) – 2. miejsce
6. Crystal Mountain – 26 lutego 1972 (zjazd) – 1. miejsce